# Zhang Qi
Zhang Qi (chiń. upr. 張騏; pinyin Zhāng Qí; ur. 11 września 1998) – chińska zapaśniczka walcząca w stylu wolnym. Wygrała mistrzostwa świata w 2023; piąta w 2018 i 2022 roku. 
Złota medalistka mistrzostw Azji w 2024;  brązowa w 2017, 2019 i 2025. Druga w Pucharze Świata w 2018 i 2022; trzecia w 2019. 
Wicemistrzyni świata U-23 w 2017 i juniorów w 2018 roku.